# 阿德尔和泰内雷自然保护区
阿德尔和泰内雷自然保护区是联合国教科文组织在尼日尔的一处世界遗产，也是非洲最大的自然保护区，面积770万公顷。1991年列入世界遗产名录，1992年列入濒危世界遗产。保护区分为阿德尔和泰内雷两部分。

## 登录基准
该世界遗产被认为满足世界遺產登錄基準中的以下基準而予以登錄：
- （vii）包含出色的自然美景与美学重要性的自然现象或地区。
- （ix）在陆上、淡水、沿海及海洋生态系统及动植物群的演化与发展上，代表持续进行中的生态学及生物学过程的显著例子。
- （x）拥有最重要及显著的多元性生物自然生态栖息地，包含从保育或科学的角度来看，符合普世价值的濒临绝种动物种。